# سعید صلح میرزایی
سعید صلح میرزائی (زاده ۱۳۵۸ در تهران)، روحانی شیعه و دانش‌آموخته خارج فقه و اصول، مدرس حوزه
و نماینده مردم استان تهران در ششمین دوره مجلس خبرگان رهبری است.
از مهمترین آثار نگارشی او کتاب فلسطین است که به گزارش اسرائیل هایوم: این کتاب ایرانی شامل موضع روشن و هدف واقعی سیدعلی خامنه‌ای است که برای اسرائیل حق موجودیت به عنوان کشور قائل نیست. رهبر ایران در این کتاب می‌گوید که استراتژی اش نابودی اسرائیل است نه یهودی‌ ستیزی، چرا که یهودی‌ستیزی یک پدیده اروپایی است و با اصول اسلامی منطبق نیست. در پی انتشار این کتاب در ایران، نتانیاهو نخست وزیر اسرائیل در سخنرانی خود این کتاب را در سازمان ملل به حاضرین نشان داد و محتوای آن را نقشه راه رهبر ایران جهت از بین بردن اسرائیل دانست. سخنان نتانیاهو، در رسانه‌های داخلی ایران بازتاب یافت؛ و موجب مراجعه مردم به این کتاب شد.

- پرونده:نتانیاهو و کتاب فلسطین.jpg

## زندگی‌نامه
سعید صلح میرزائی، در سال ۱۳۵۸ش در محله اتابک در جنوب تهران به دنیا آمد و در سال ۱۳۷۷ش، با دیپلم ریاضی وارد حوزه آیت الله مجتهدی شد و از اساتید تهران همچون حضرات آیات حق شناس، مجتهدی، خوشوقت، میرسجّادی، علامه عسکری، جاودان، طبرستانی، مصطفوی، تحریری و میرهاشم حسینی، در زمینه‌های مختلف علوم اسلامی استفاده کرد. و همچنین در درس خارج رهبر انقلاب اسلامی و  آیات آقا مجتبی تهرانی، هاشمی شاهرودی و آملی لاریجانی شرکت نمود.  
در سال ۱۳۸۹ش، در رشته فلسفه، مقطع کارشناسی را به اتمام رساند و از سال ۱۳۹۰ش، به قم مقدّس هجرت و همزمان با تحصیل و پژوهش در رشته فقه سیاست، از اساتیدی همچون آیات حائری، واعظی، شب زنده‌دار، کعبی، اراکی، خسروپناه، جعفرزاده و مقیمی‌ استفاده کرد. 
وی از سال ۱۳۸۰ش، تاکنون در حوزه‌های حوزه علمیه تهران و حوزه علمیه قم به تدریس علوم حوزوی و دروس سطوح عالی و مشاورت درس خارج پرداخته است.

## دیدگاه‌ها
- سیاسی
- اجتماعی
- فرهنگی